# Czwartki literackie
Czwartki literackie - spotkania o charakterze salonów literackich, organizowane w Poznaniu począwszy od okresu międzywojennego.
Początkowo spotkania te były bardzo ekskluzywne i adresowane do elit intelektualnych i artystycznych miasta, jak np. organizowane u Marii Wicherkiewiczowej lub Marii Paruszewskiej. Tradycję czwartkową zainicjował prof. Heliodor Święcicki, w którego mieszkaniu odbywały się spotkania o charakterze literackim. Ich kontynuacją były, już po śmierci profesora, Czwartki Literackie organizowane w Pałacu Działyńskich przez prezydenta Cyryla Ratajskiego. Nie były już one tak elitarne i gromadziły licznych mieszkańców reprezentujących wszystkie stany. Gośćmi spotkań byli m.in.: Maria Dąbrowska, Zofia Nałkowska, Tadeusz Kotarbiński, Gustaw Morcinek, Bogdan Suchodolski, Wojciech Kossak, Władysław Tatarkiewicz i Melchior Wańkowicz. 
Po II wojnie światowej tradycja była kontynuowana (do Pałacu Działyńskich, spalonego przez nazistów, powróciły w 1958). Pierwszy po wojnie Czwartek odbył się w Teatrze Polskim 22 marca 1945. Zagaił Tadeusz Kraszewski, a po nim przemawiał wojewoda Feliks Widy-Wirski. Stanisław Strugarek przedstawił przedwojenną tradycję czwartkową. W latach 1974–1990 spotkaniom patronował Głos Wielkopolski i Biblioteka Raczyńskich (użyczała sal). W 1991 powrócono do Pałacu Działyńskich. Gośćmi spotkań po 1989 byli m.in. Wisława Szymborska, Tadeusz Konwicki, Jacek Bocheński, czy Władysław Lech Terlecki.